# Choi Min-soo
Choi Min-soo (en hangul, 최민수; nacido el 27 de marzo de 1962) es un actor surcoreano. 

## Vida y carrera
Varios miembros de la familia de Choi han sido actores y cantantes. Choi es hijo de Choi Moo-ryong, un popular actor de las décadas de 1960 y 1970, y Kang Hyo-shil, una actriz. Su abuela materna es Jeon Ok, conocida como la Reina de las Lágrimas por su excelencia en la actuación en dramas trágicos. Su abuelo es Kang Hong-shik, actor, director de cine y cantante activo durante el período de ocupación japonesa. Kang Hong-sik y Jeon Ok fueron la primera pareja casada en la historia del espectáculo coreano. Kang se fue a Corea del Norte junto con su hija Kang Hyo-son, quien luego se convirtió allí en una famosa actriz. Kang Hong-shik también fue honrado como «Artista meritorio».
Choi se graduó en la Escuela Primaria Lila, la Escuela Secundaria Seongdong, la Escuela Secundaria Dongbuk y el Instituto de las Artes de Seúl. Debutó en la industria cinematográfica en 1985 con Son of God, una película adaptada del manhwa del mismo título de Park Bong-seong.
Choi tiene tres hermanas y una media hermana del segundo matrimonio de su padre con Kim Ji-mee, y un medio hermano y una media hermana pequeños de otro matrimonio de su padre.
Choi conoció a su esposa, June Elizabeth Kang, en un concurso de belleza internacional de Miss Corea en 1993, donde Kang estaba siendo presentada como Miss Canadá. Choi le propuso matrimonio a Kang después de una reunión de tres horas y se casaron el 18 de junio de 1994 en Seúl. Tienen dos hijos, Christian (nacido en 1996) y Benjamin (nacido en 2001).

## Controversias
Choi abandonó voluntariamente la actuación después de un escándalo en 2008. Estuvo involucrado en un caso de agresión en abril de 2008 después de que una discusión callejera terminara en violencia. Un anciano vio a Choi maldiciendo a otro conductor y lo reprendió. La situación se agravó y Choi agredió al hombre. El actor intentó alejarse, pero el hombre se agarró al capó del auto y se negó a soltarlo. La policía dejó ir a Choi cuando la víctima se negó a presentar cargos, pero la reacción pública fue rápida y condenatoria. El actor se disculpó repetidamente por su comportamiento y juró vivir exiliado en las montañas, lejos de su esposa e hijos, durante un año.
En 2015, Choi golpeó al principal director de producción del programa de variedades de KBS A Look At Myself. El actor después se retiró del programa.
En 2019, Choi fue sentenciado a dos años de libertad condicional debido a un incidente que había tenido lugar el 17 de septiembre de 2018. Tanto Choi como la fiscalía recurrieron la sentencia.

## Filmografía

### Cine
| Año  | Título                                 | Hangul                              | Papel               | Notas                   | Ref.   |
| ---- | -------------------------------------- | ----------------------------------- | ------------------- | ----------------------- | ------ |
| 1985 | Eye                                    | 눈                                  |                     | Cortometraje            |        |
| 1986 | Son of God                             | 신의 아들                           | Choi Kang-ta        |                         |        |
| 1988 | Last Dance with Her                    | 그녀와의 마지막 춤을                | Oh Hye-suk          |                         |        |
| 1988 | That Last Winter                       | 그 마지막 겨울                      | In-tae              |                         |        |
| 1990 | North Korean Partisan in South Korea   | 남부군                              | Kim Young           |                         | [ 12 ] |
| 1990 | Man Market                             | 남자시장                            | Yong-chun           |                         |        |
| 1990 | Winter Dreams Do Not Fly               | 겨울 꿈은 날지 않는다               | Shin Gil-woo        |                         |        |
| 1991 | For Agnes                              | 아그네스를 위하여                   | Hwang Mi-ho         |                         |        |
| 1992 | The Marriage Life                      | 결혼이야기                          | Kim Tae-gyu         |                         |        |
| 1992 | Mister Mama                            | 미스터 맘마                         | Hyung-jun           |                         |        |
| 1993 | On a Windy Day We Must Go to Apgujeong | 바람부는 날이면 압구정동에 가야한다 | Cho Hyun-jae        |                         |        |
| 1993 | Honeymoon                              | 밀월여행                            | Sung-hun            |                         |        |
| 1993 | A Different Kind of Man                | 가슴달린 남자                       | Choi Hyung-jun      |                         | [ 13 ] |
| 1994 | Life and Death of the Hollywood Kid    | 헐리우드 키드의 생애                | Im Byung-suk        |                         | [ 14 ] |
| 1994 | I Wish for What Is Forbidden to Me     | 나는 소망한다 내게 금지된 것을      |                     |                         |        |
| 1994 | Blue Seagull                           | 블루 시걸                           | Ha-il               | Voz                     |        |
| 1995 | A Good Day to Fall in Love             | 사랑하기 좋은 날                    | Hyung-jun           | También planificador    | [ 15 ] |
| 1995 | The Terrorist                          | 테러리스트                          | Soo-hyun            |                         | [ 16 ] |
| 1995 | My Old Sweetheart                      | 아찌,아빠                           | Young-soo           |                         | [ 17 ] |
| 1995 | Rehearsal                              | 리허설                              | Min-soo             |                         | [ 17 ] |
| 1996 | Come to Me                             | 나에게 오라                         | Jung-suk            |                         |        |
| 1996 | Piano Man                              | 피아노 맨                           | Pianista            |                         | [ 18 ] |
| 1997 | Inch'Alla                              | 인샬라                              | Han Seung-yub       |                         | [ 19 ] |
| 1997 | Story of a Man                         | 남자 이야기                         | Bong-man            |                         |        |
| 1997 | Blackjack                              | 블랙잭                              | Oh Sae-geun         |                         | [ 20 ] |
| 1997 | A Killing Story                        | 죽이는 이야기                       | Gae-nun             | Cameo                   |        |
| 1999 | Phantom, The Submarine                 | 유령                                | 202/Capitán         |                         |        |
| 2000 | Love Bakery                            | 주노명 베이커리                     | Joo No-myung        |                         | [ 21 ] |
| 2000 | Libera Me                              | 리베라 메                           | Cho Sang-woo        |                         |        |
| 2001 | My Wife Is a Gangster                  | 조폭 마누라                         | Hombre con cuchillo | Cameo                   | [ 22 ] |
| 2002 | Seoul                                  | 서울 / ソウル                       | Kim Yoon-chul       | Película japonesa       | [ 23 ] |
| 2002 | Yesterday                              | 예스터데이                          | Goliath             |                         |        |
| 2003 | Sword in the Moon                      | 청풍명월                            | Ji-hwan             |                         | [ 24 ] |
| 2005 | The Myth                               | 신화 - 진시황릉의 비밀 / 神話       | General Choi        | Película de Hong Kong   | [ 25 ] |
| 2005 | Holiday                                | 홀리데이                            | Kim An-suk          |                         | [ 26 ] |
| 2006 | My Wife Is a Gangster 3                | 조폭마누라 3                        | Sashimi             | Cameo                   |        |
| 2011 | Assassins' Code                        | 어쌔신 코드                         | Karl Kim            | Película estadounidense | [ 27 ] |
| 2014 | How to Steal a Dog                     | 개를 훔치는 완벽한 방법             | Dae-po              |                         | [ 28 ] |
| 2023 | Ung-nam-i                              | 웅남이                              | Lee Jeong-sik       | Documental              | [ 29 ] |

### Televisión
| Año  | Título                 | Hangul                      | Papel                       | Notas     | Ref.          |
| ---- | ---------------------- | --------------------------- | --------------------------- | --------- | ------------- |
| 1987 |                        | 꼬치미                      |                             |           |               |
| 1991 | Best Theater: Moon     | 베스트극장 - 달             |                             |           |               |
| 1991 | Humble Men             | 고개숙인 남자               | In-soo                      |           | [ 30 ]        |
| 1991 | A Mob House            | 무동이네 집                 | Lee Soo-hyun                |           |               |
| 1991 | What is Love           | 사랑이 뭐길래               | Lee Dae-pal                 |           |               |
| 1993 | My Mother's Sea        | 엄마의 바다                 | Lee Dong-jae                |           |               |
| 1993 | Walking Up to Heaven   | 걸어서 하늘까지             | 물새 Jung-ho                |           |               |
| 1995 | Sandglass              | 모래시계                    | Park Tae-soo                |           | [ 17 ]        |
| 1998 | White Nights 3.98      | 백야 3.98                   | Kwon Taek-hyeong            |           | [ 31 ]        |
| 2000 | Legends of Love        | 사랑의 전설                 | Min-suk                     |           | [ 32 ]        |
| 2003 | South of the Sun       | 태양의 남쪽                 | Kang Sung-jae               |           |               |
| 2004 | Han River Ballad       | 한강수타령                  | Shin Ryul                   |           | [ 33 ]        |
| 2007 | The Legend             | 태왕사신기                  | Daejangro                   |           | [ 34 ]        |
| 2009 | Father's House         | 아버지의 집                 | Kang Man-ho                 |           | [ 35 ]        |
| 2010 | Road No. 1             | 로드 넘버원                 | Yoon Sam-soo                |           |               |
| 2011 | Warrior Baek Dong-soo  | 무사 백동수                 | Chun                        |           | [ 36 ]        |
| 2012 | Happy Ending           | 해피엔딩                    | Kim Doo-soo                 |           | [ 37 ]        |
| 2012 | Faith                  | 신의                        | Moon Chi-hoo                | Cameo     | [ 38 ]        |
| 2012 | Do You Know Taekwondo? | 태권, 도를 아십니까?        | Padre de Do-hyeon           | Telefilme |               |
| 2013 | The Blade and Petal    | 칼과 꽃                     | Yeon Gaesomun               |           | [ 39 ]        |
| 2014 | Pride and Prejudice    | 오만과 편견                 | Moon Hee-man                |           | [ 40 ] [ 41 ] |
| 2016 | The Royal Gambler      | 대박                        | Rey Sukjong de Joseon       |           | [ 42 ] [ 43 ] |
| 2017 | The Liar and His Lover | 그녀는 거짓말을 너무 사랑해 | Kang In-woo                 |           | [ 44 ]        |
| 2017 | Man Who Dies to Live   | 죽어야 사는 남자            | Saeed Fahd Ali/Jang Dal-goo |           | [ 45 ] [ 46 ] |
| 2018 | Lawless Lawyer         | 무법 변호사                 | Ahn Oh-joo                  |           | [ 47 ]        |
| 2020 | Extracurricular        | 인간수업                    | Lee Whang-chul              |           | [ 48 ]        |
| 2023 | Numbers                | 넘버스: 빌딩숲의 감시자들   | Han Je-gyun                 |           | [ 49 ]        |
| 2025 | Motel California       | 모텔 캘리포니아             | Ji Chun-pil                 |           | [ 50 ] [ 51 ] |

## Embajador
- Bombero honorario de la ciudad metropolitana de Busan.
- Gerente de Relaciones Públicas E2B.
- Embajador de Relaciones Públicas del Comité Nacional de Promoción del Museo de Historia de Goguryeo.
- Embajador de Relaciones Públicas de la Asociación Coreana de Kendo.
- Ministerio del Ambiente 2.ª Delegación PR Ambiental.

## Premios
| Año  | Premios                           | Categoría                                        | Papel                                | Resultado |
| ---- | --------------------------------- | ------------------------------------------------ | ------------------------------------ | --------- |
| 1987 | 11th Golden Cinematography Awards | Mejor actor revelación                           | Long Journey & Tunnel                | Ganador   |
| 1989 | 25th Baeksang Arts Awards         | Mejor actor revelación (cine)                    | Last Dance with Her                  | Ganador   |
| 1990 | 11th Blue Dragon Film Awards      | Mejor actor de reparto                           | North Korean Partisan in South Korea | Ganador   |
| 1991 | 12th Blue Dragon Film Awards      | Estrella popular                                 | Choi Min-soo                         | Ganador   |
| 1992 | 13th Blue Dragon Film Awards      | Estrella popular                                 | Choi Min-soo                         | Ganador   |
| 1992 | 28th Baeksang Arts Awards         | Actor más popular (TV)                           | What Is Love                         | Ganador   |
| 1992 | MBC Drama Awards                  | Premio a la excelencia, actor                    | What Is Love                         | Ganador   |
| 1993 | 29th Baeksang Arts Awards         | Mejor actor (TV)                                 | Walking Up to Heaven                 | Ganador   |
| 1993 | 31st Grand Bell Awards            | Actor más popular                                | Choi Min-soo                         | Ganador   |
| 1993 | 14th Blue Dragon Film Awards      | Estrella popular                                 | Choi Min-soo                         | Ganador   |
| 1995 | 31st Baeksang Arts Awards         | Mejor actor (TV)                                 | Sandglass                            | Ganador   |
| 1995 | SBS Drama Awards                  | Gran Premio/Daesang                              | Sandglass                            | Ganador   |
| 1995 | 22nd Korea Broadcasting Awards    | Mejor actor (TV)                                 | Sandglass                            | Ganador   |
| 1995 | 16th Blue Dragon Film Awards      | Mejor actor, Estrella popular                    | Terrorist                            | Ganador   |
| 1996 | 34th Grand Bell Awards            | Mejor actor                                      | Terrorist                            | Ganador   |
| 1996 | 19th Golden Cinematography Awards | Actor más popular                                | Choi Min-soo                         | Ganador   |
| 2000 | SBS Drama Awards                  | Premio Big Star                                  | Legends of Love                      | Ganador   |
| 2000 | 37th Grand Bell Awards            | Mejor actor                                      | Phantom: the Submarine               | Ganador   |
| 2001 | 37th Baeksang Arts Awards         | Mejor actor (cine)                               | Libera Me                            | Ganador   |
| 2004 | MBC Drama Awards                  | Premio a la gran excelencia, actor               | Han River Ballad                     | Ganador   |
| 2007 | MBC Drama Awards                  | Premio a la gran excelencia, actor               | The Legend                           | Nominado  |
| 2007 | MBC Drama Awards                  | Golden Acting Award, Actor in a Historical Drama | The Legend                           | Ganador   |
| 2007 | MBC Drama Awards                  | Actor más popular                                | The Legend                           | Nominado  |
| 2014 | MBC Drama Awards                  | Golden Acting Award, Actor                       | Pride and Prejudice                  | Ganador   |